# Halowe Mistrzostwa Świata w Lekkoatletyce 2012 – trójskok mężczyzn
Trójskok mężczyzn – jedna z konkurencji rozegranych podczas 14. Halowych Mistrzostw Świata w Ataköy Atletizm Salonu w Stambule.
W Turcji nie wystartował broniący tytułu mistrzowskiego, aktualny halowy rekordzista świata, Francuz Teddy Tamgho. Przed mistrzostwami liderem tabel światowych w sezonie halowym 2012, z wynikiem 17,63, był Amerykanin Will Claye.
Eliminacje zaplanowano na piątek 9 marca, a finał na sobotę 10 marca.

## Rekordy

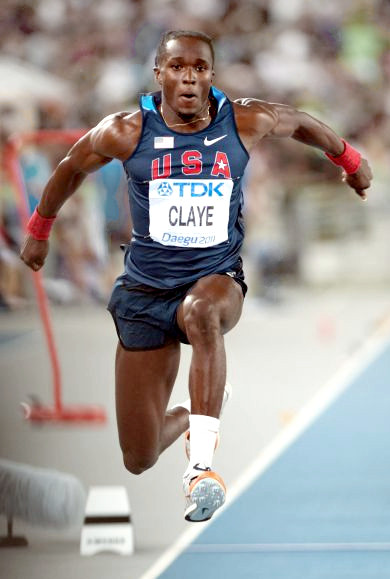
Will Claye – lider światowych tabel w trójskoku

W poniższej tabeli przedstawiono (według stanu przed rozpoczęciem mistrzostw) halowe rekordy świata oraz rekordy poszczególnych kontynentów.
| Halowy rekord świata              | Teddy Tamgho    | 17,92 | Paryż        | 6 marca 2011     |
| Rekord halowych mistrzostw świata | Teddy Tamgho    | 17,90 | Doha         | 14 marca 2010    |
| Halowy rekord Afryki              | Ajayi Agbebaku  | 17,00 | Dallas       | 30 stycznia 1982 |
| Halowy rekord Ameryki Południowej | Jadel Gregório  | 17,56 | Moskwa       | 12 marca 2006    |
| Halowy rekord Ameryki Północnej   | Aliecer Urrutia | 17,83 | Sindelfingen | 1 marca 1997     |
| Halowy rekord Australii i Oceanii | Andrew Murphy   | 17,20 | Lizbona      | 9 marca 2001     |
| Halowy rekord Azji                | Oleg Sakirkin   | 17,09 | Moskwa       | 27 lutego 1993   |
| Halowy rekord Europy              | Teddy Tamgho    | 17,92 | Paryż        | 6 marca 2011     |

## Terminarz
| Data     | Godzina | Runda      |
| -------- | ------- | ---------- |
| 10 marca | 09:35   | Eliminacje |
| 11 marca | 16:10   | Finał      |

## Rezultaty

### Eliminacje
| Poz. | Zawodnik           | Reprezentacja     | #1    | #2    | #3    | Rezultat | Uwagi |
| ---- | ------------------ | ----------------- | ----- | ----- | ----- | -------- | ----- |
| 1    | Christian Taylor   | Stany Zjednoczone | 17.39 |       |       | 17.39    | Q, SB |
| 2    | Fabrizio Donato    | Włochy            | 17.07 |       |       | 17.07    | Q     |
| 3    | Lukman Adams       | Rosja             | x     | 16.67 | 17.04 | 17.04    | Q, SB |
| 4    | Will Claye         | Stany Zjednoczone | 16.84 | 17.01 |       | 17.01    | Q     |
| 5    | Daniele Greco      | Włochy            | 15.82 | 16.94 | 16.83 | 16.94    | q     |
| 6    | Dong Bin           | Chiny             | 16.64 | 16.63 | 16.94 | 16.94    | q     |
| 7    | Alexis Copello     | Kuba              | x     | 16.90 |       | 16.90    | q     |
| 8    | Benjamin Compaoré  | Francja           | 16.46 | 16.73 | 16.81 | 16.81    | q     |
| 9    | Arnie David Giralt | Kuba              | x     | 16.71 | 16.56 | 16.71    |       |
| 10   | Jefferson Sabino   | Brazylia          | 16.67 | x     | 16.22 | 16.67    | SB    |
| 11   | Marian Oprea       | Rumunia           | 16.58 | x     | x     | 16.58    |       |
| 12   | Sheryf El-Sheryf   | Ukraina           | 15.58 | x     | 16.25 | 16.25    |       |
| 13   | Samyr Laine        | Haiti             | 15.63 | 15.74 | 16.06 | 16.06    |       |
|      | Tosin Oke          | Nigeria           |       |       |       | DNS      |       |

### Finał
| Poz. | Zawodnik          | Reprezentacja     | #1    | #2    | #3    | #4    | #5    | #6    | Rezultat | Uwagi |
| ---- | ----------------- | ----------------- | ----- | ----- | ----- | ----- | ----- | ----- | -------- | ----- |
|      | Will Claye        | Stany Zjednoczone | 16.89 | x     | x     | 17.70 | 17.63 | 17.53 | 17.70    | WL    |
|      | Christian Taylor  | Stany Zjednoczone | 17.63 | x     | 17.02 | 17.29 | 17.05 | 17.20 | 17.63    | SB    |
|      | Lukman Adams      | Rosja             | 16.98 | x     | x     | x     | 17.36 | x     | 17.36    | PB    |
| 4    | Fabrizio Donato   | Włochy            | 16.99 | 17.28 | x     | —     | —     | —     | 17.28    | SB    |
| 5    | Daniele Greco     | Włochy            | x     | 16.55 | x     | 16.93 | x     | 17.28 | 17.28    | PB    |
| 6    | Benjamin Compaoré | Francja           | 17.05 | x     | x     | x     | x     | x     | 17.05    |       |
| 7    | Alexis Copello    | Kuba              | 16.92 | x     | x     | x     | 16.64 | x     | 16.92    |       |
| 8    | Dong Bin          | Chiny             | 14.64 | 16.41 | 16.75 | 16.51 | x     | 16.48 | 16.75    |       |